# Liste des épisodes de Power Rangers : Dino Charge
 (mars 2015).
Si vous disposez d'ouvrages ou d'articles de référence ou si vous connaissez des sites web de qualité traitant du thème abordé ici, merci de compléter l'article en donnant les références utiles à sa vérifiabilité et en les liant à la section « Notes et références ».
Cet article présente le guide des épisodes de la vingt-deuxième saison de la série télévisée américaine Power Rangers, Power Rangers : Dino Charge (2015).

## Épisodes

### Épisode 01:Pouvoir du passé
- N° de production : 788
- Titre original : Powers from the Past
- Résumé : Dans l'espace, le Gardien, protecteur des énergemmes légendaires, dix cristaux qui détiennent un grand pouvoir, est poursuivi par Sledge, un chasseur de primes qui veut absolument acquérir la puissance de ces pierres précieuses pour partir à la conquête de l'univers. Le Gardien parvient à se déjouer de Sledge et son équipage en échangeant les énergemmes avec une bombe et confie donc les énergemmes aux 10 dinosaures les plus puissants alors que la bombe explose sur le vaisseau de Sledge. Fury (Bras droit de Sledge) retourne sur Terre pour prendre une revanche sur le Gardien. Cependant, l'explosion sur le vaisseau provoque la chute des astéroïdes qu'il tenait par un rayon tracteur, c'est à ce moment que les dinosaures se sont définitivement éteints, ainsi, 65 000 000 années plus tard, à l'époque actuelle, un jeune homme nommé Tyler Navarro découvre l'énergemme Rouge en s'aventurant dans une grotte volcanique que son père a explorée il y a quelques années. Pendant ce temps, Shelby Watkins, une serveuse au Amber Beach Bite Café au Musée des Dinosaures, se cache dans un camion pendant une fouille paléontologique et voit une silhouette portant une capuche, voler une des caisses. Elle va alors suivre le voleur, un monstre appelé Iceage, et découvrir l'énergemme Rose qui va se lier à elle. Tyler arrive pour aider Shelby quand Iceage commence à l'attaquer, et avec la puissance de leurs énergemmes respectives, ils se transforment à leur insu en Power Rangers. La paire commence à lutter contre Iceage, jusqu'à ce que le Zord T-Rex apparaisse et se charge du cas d'Iceage qui disparaît aussi vite qu'il est arrivé. Après cette expérience, Shelby demande à Tyler de la raccompagner au musée, Tyler lui révèle donc que son père a disparu il y a dix ans et qu'il est à sa recherche depuis. Tyler lui montre un croquis d'un monstre dans le journal de son père (ressemblant fortement à Fury) qu'il croit être responsable de la disparition de son père. Fury fait alors son retour et déclare qu'il recherche les énergemmes.
- Dates de diffusion :
  -  7 février 2015
  -  29 mai 2015

### Épisode 02:Passé, présent et fusion
- N° de production : 789
- Titre original : Past Present and Fusion
- Résumé : Un nouvel adolescent, Riley Griffin, trouve l'énergemme Verte et rejoint Tyler et Shelby sur leur pèlerinage au Musée des Dinosaures. Une fois sur place, ils trouvent un passage secret qui mène à une base cachée, et rencontre le Gardien. Ils sont rejoints par Koda et Chase Randall, qui ont déjà trouvé deux autres énergemmes, la bleue pour Koda et la noire pour Chase. On apprend que le Gardien travaille avec Kendall pour trouver les énergemmes. Cinq d'entre elles ont déjà été trouvé, Kendall leur explique donc qu'il en reste cinq autres à trouver, les cinq adolescents deviennent donc les Power Rangers. Plus tard, Iceage est de retour, et Tyler se met donc à combattre aux côtés du T-Rex Zord. À la fin de l'épisode, on apprend que le Gardien est horrifié d'apprendre que son ennemi juré Sledge a survécu à l'explosion et qu'il est à la recherche des énergemmes restantes.
- Dates de diffusion :
  -   14 février 2015
  -   29 mai 2015

### Épisode 03:Le piège de Sledge
- N° de production : 790
- Titre original : A Fool's Hour
- Résumé : Sledge arrive sur Terre pour affronter le Gardien et les Rangers. Le plan des Rangers qui est de combattre Sledge est compromis lorsque Tyler aperçoit Fury et qu'il veut se faire justice lui-même. Les Rangers doivent donc apprendre à travailler en équipe pour vaincre un monstre nommé Scrapper.
- Dates de diffusion :
  -  21 février 2015
  -  29 mai 2015

### Épisode 04:Le retour de l'homme des cavernes
- N° de production : 791
- Titre original : Return of the Caveman
- Résumé : Chase et Koda sont piégés dans une grotte par Slammer, l'un des monstres de Sledge. Koda doit s'appuyer sur ses instincts d'homme des cavernes pour se sortir de cette situation. Pendant ce temps, les Rangers obtiennent de nouvelles Dino Motos et Riley découvre son Raptor Zord.
- Dates de diffusion :
  -  28 février 2015
  -  19 juin 2015

### Épisode 05:Le défi du Ranger noir
- N° de production : 792
- Titre original : Breaking Black
- Résumé : Une diseuse de bonne aventure Maori demande de l'aide à Chase pour garder sa boutique lors de son absence, mais Chase tombe sous le charme du dernier monstre de Sledge, Spellbinder.
- Dates de diffusion :
  -   7 mars 2015
  -  19 juin 2015

### Épisode 06:La rage aux dents
- N° de production : 793
- Titre original : The Tooth Hurts
- Résumé : Lorsqu'ils sont confrontés au monstre des caries, Riley pense que Chase ne prend pas la menace au sérieux, mais il apprend par la suite qu'il a simplement une approche différente.
- Dates de diffusion :
  -   14 mars 2015
  -   5 septembre 2015

### Épisode 07:On ne réveille pas un Zord qui dort
- N° de production : 794
- Titre original : Lets Sleeping Zord Lie
- Résumé : Lorsque Stingrage, un monstre de Sledge, pique l'Ankylo Zord, Shelby doit utiliser ses connaissances avancées sur les dinosaures pour dompter la bête sauvage.
- Dates de diffusion :
  -   21 mars 2015
  -   5 septembre 2015

### Épisode 08:Double Ranger, double danger
- N° de production : 795
- Titre original : Double Ranger, Double Danger
- Résumé : Shelby réussit à construire un détecteur pour retrouver la trace des énergemmes et des Zords manquants, le E-Tracer. Alors que l'équipe est sur le point de découvrir l'emplacement du Ptérozord, l'appareil est dérobé par des Vivix ayant pris l'apparence des Rangers transformés grâce à un monstre de Sledge pour le compte de Poisandra, Curio et Wrench. Fury, qui ne supporte plus l'air suffisant de Poisandra à son égard, vole l'E-Tracer avant qu'elle ait pu obtenir les informations. Chase réussit à détruire le E-Tracer pour empêcher que les ennemis ne s'en servent mais Fury a eu le temps de lire les coordonnées du Ptérozord et a récupérer le Ptéro Chargeur qui alimentait le E-Tracer.
- Dates de diffusion :
  -  4 avril 2015
  -  12 septembre 2015

### Épisode 09:Échec et mat
- N° de production : 796
- Titre original : When Logic Fails
- Résumé : Les Power Rangers se retrouvent piégés dans un labyrinthe à cause du dernier monstre de Sledge, Puzzler. Ils ne peuvent que compter sur l'esprit et l'intelligence de Riley pour les sortir de là. Pendant ce temps, Fury réussit à prendre le contrôle du Ptéro Zord.
- Dates de diffusion :
  -  Date Inconnue (
  - 1re
  -  11 avril 2015
  -  12 septembre 2015

### Épisode 10:L'énergemme d'or
- N° de production : 797
- Titre original : The Royal Rangers
- Résumé : Une exposition sur le Royaume de Zandar est organisée au Musée. Les Rangers découvrent que la pierre de Zandar n'est autre que l'énergemme Dorée. Tyler et Shelby se font passer pour le prince et la princesse de Zandar pour pouvoir récupérer le Ptéro Chargeur que Fury détient. Alors qu'ils avaient presque réussi, Tyler croit reconnaître son père dans Fury et ne peut le détruire. Fury repart avec le Ptéro Chargeur.
- Dates de diffusion :
  -  10 août 2015 (1re diffusion mondiale)
  -  18 avril 2015
  -  19 septembre 2015

### Épisode 11:Le chevalier de Zandar
- N°de production : 798
- Titre original : Break out
- Résumé : Le Prince Philip III de Zandar arrive au musée avec la ferme intention de récupérer les objets qui appartiennent à sa famille. Fury décide de l'attaquer pour récupérer l'énergemme qui lui échappa, il y a 800 ans. Durant la bataille avec les Rangers, quelque chose essaye de s'échapper du corps de Fury. Tyler croit que c'est son père mais en réalité ce n'est autre que Sir Ivan, un chevalier loyal emprisonné par Fury, il y a 800 ans. Ce dernier s'était lié à l'énergemme Dorée. En réussissant à s'échapper, il devient le Ranger doré et parvient à reprendre le contrôle du Ptéro Zord.
- Dates de diffusion :
  -  17 août 2015 (1re diffusion mondiale)
  -  25 avril 2015
  -  25 avril 2015

### Épisode 12:Opération découragement
- N° de production : 799
- Titre original : Knight after Knights
- Résumé : Sledge envoie un monstre capable d'enlever le courage des Rangers.
- Dates de diffusion :
  -  24 août 2015 (1re diffusion mondiale)
  -  26 septembre 2015
  -  2 mai 2015

### Épisode 13:Ensemble, c'est mieux!
- N° de production : 800
- Titre original  : Sync or Swim
- Résumé : Tyler et Ivan sont en concurrence. Pendant ce temps, un monstre de Sledge place une bombe dans la voiture de Tyler. Pour pouvoir sauver la ville, ils doivent apprendre à travailler ensemble.
- Dates de diffusion :
  -  31 août 2015 (1re diffusion mondiale)
  -  10 octobre 2015
  -  9 mai 2015

### Épisode 14:Énergie perturbée
- N° de production : 801
- Titre original : True Black
- Résumé : Chase doit apprendre à utiliser une nouvelle arme : la mâchoire Armure X. Tyler, Shelby et Ivan se retrouvent piégés sous terre et Chase n'arrive pas à maîtriser sa nouvelle arme. Le Gardien lui explique que c'est son mauvais comportement envers Shelby qui en est la cause. Il s'excuse et ensemble, les Rangers parviennent à battre le monstre.
- Dates de diffusion :
  -  17 octobre 2015
  -  16 mai 2015

### Épisode 15:Un ranger royal
- N° de production : 802
- Titre original : Royal Sacrifice
- Résumé : Le Prince Philip III de Zandar découvre l'énergemme Graphite et décide de devenir généreux envers les personnes démunies pour montrer qu'il est digne d'être un Power Rangers. Cependant, l'énergemme ne se lie pas à lui. En faisant preuve de courage en sauvant la sœur de Chase, l'énergemme décide de se lier à lui. Il comprend que ce n'est pas grâce à l'argent que l'on devient un Ranger. Il devient ainsi le Ranger Graphite et libère le Pachy Zord.
- Dates de diffusion :
  -  24 octobre 2015
  -  30 mai 2015

### Épisode 16:Quand on coupe les liens
- N° de production : 803
- Titre original : No Matter How You Slice It
- Résumé : Le dernier monstre de Sledge parvient à couper les liens d'amitié qui unissait les Rangers sauf celui entre Koda et Riley. N'étant plus des amis, Tyler, Chase, Ivan et Shelby décident de quitter les Rangers. Grâce à Kendall, Riley et Koda arrivent à inverser le processus et les Rangers parviennent à battre le monstre. Puis, les Rangers fêtent ensemble l'anniversaire de Riley.
- Dates de diffusion :
  -  7 novembre 2015
  -  5 septembre 2015

### Épisode 17:Le Ranger violet
- N° de production : 804
- Titre original : World Famous
- Résumé : Chase retourne dans son pays d'origine, la Nouvelle-Zélande, et emmène les Rangers avec lui après avoir découvert que des navettes de Sledge survolent le pays. Ils y font la connaissance d'Albert qui s'avère être le Ranger Violet.
- Dates de diffusion :
  -  14 novembre 2015
  -  12 septembre 2015

### Épisode 18:À la recherche du PlésioZord
- N° de production : 805
- Titre original : Deep Down Under
- Résumé : Toujours en Nouvelle-Zélande, les Rangers sont à la recherche du Plésio Zord avant que Sledge ne mette la main dessus. Ils sont aidés par un éminent paléontologue.
- Dates de diffusion :
  -  21 novembre 2015
  -  14 septembre 2015

### Épisode 19:Le souhait d'un héros
- N° de production : 806
- Titre original : Wishing for a Hero
- Résumé : Kendall et les Rangers sont à la recherche d'une personne héroïque qui sera capable de se lier à l'énergemme Violette et de sauver le monde. En parallèle, les Rangers se font piéger en utilisant des cartes qui étaient destinées à exaucer leurs vœux mais qui se retournent contre eux.
- Dates de diffusion :
  -  28 novembre 2015
  -  18 septembre 2015

### Épisode 20:Sauver le gardien
- N° de production : 807
- Titre original : One Last Energem
- Résumé : Sledge possède une énergemme et décide d'aller lui-même récupérer les autres. Il réussit à prendre celle de Tyler et capture le Gardien. Kendall se rend sur le vaisseau de Sledge pour tenter de le sauver. Elle se lie alors à l'énergemme Violette et devient le Ranger Violet. Tyler récupère son énergemme en se battant contre Sledge. Les commandes du vaisseau de Sledge ont été détruites et le vaisseau s'écrase. Tyler est sauvé de justesse par le Ptéro Zord.
- Dates de diffusion :
  -  12 décembre 2015
  -  19 septembre 2015

### Épisode 21:Vrai fantôme pour faux Ranger(spécial Halloween)
- N° de production : 808
- Titre original : The Ghostest With the Mostest
- Résumé : Des montres de Sledge parviennent à capturer un ranger et à se faire passer pour lui. Les véritables rangers parviendront-ils à reconnaitre la taupe?
- Dates de diffusion :
  -  31 octobre 2015
  -  17 octobre 2015

### Épisode 22:Les rangers à la rescousse de Noël(spécial Noël)
- Résumé : Les rangers doivent sauver NÖEL car Wrench et Poisandra ont enlevé la machine du Père NÖEL pour savoir qui est gentil.
- N° de production : 809
- Titre original : Race to Rescue Christmas
- Résumé :
- Dates de diffusion :
  -  26 décembre 2015
  -  5 décembre 2015